# Battaglia di Fairfax Court House
La battaglia di Fairfax Court House è stata un episodio della guerra di secessione americana durante il quale, il 1º giugno 1861, un'unità di cavalleria dell'esercito nordista si scontrò con una compagna di fanteria nel villaggio di Fairfax (Virginia).

## Contesto
A seguito dell'occupazione di Fort Sumter da parte delle forze confederate, il presidente Abraham Lincoln chiese di reclutare 75 000 volontari per sedare la rivolta degli stati del sud. La Virginia si rifiutò di fornire truppe e decise di dichiarare la secessione dall'Unione.
Nel maggio 1861 circa 210 soldati confederati della Virginia occuparono Fairfax (a circa 22 km da Washington).
Lo stesso giorno il brigadiere generale David Hunter ordinò a tenente Charles Henry Tompkins di raccogliere informazioni sulla posizione delle forze confederati nell'area. La mattina del 1º giugno 1861 Tomkins, alla testa di una piccola unità di cavalleria, arrivò a Faifax.

## La battaglia
Dopo una serie di scontri a fuoco tra le vie della città, i nordisti furono costretti a ritirarsi e quel giorno successivi tentativi di prendere il controllo di Fairfax furono respinti dai confederati